# Takeshi Sannomiya
Takeshi Sannomiya es un deportista japonés que compitió en taekwondo. Ganó dos medallas de bronce en el Campeonato Asiático de Taekwondo, en los años 1996 y 2000.

## Palmarés internacional
| Campeonato Asiático | Campeonato Asiático   | Campeonato Asiático | Campeonato Asiático |
| Año                 | Lugar                 | Medalla             | Categoría           |
| ------------------- | --------------------- | ------------------- | ------------------- |
| 1996                | Melbourne (Australia) | Medalla de bronce   | –54 kg              |
| 2000                | Hong Kong (China)     | Medalla de bronce   | –54 kg              |